# ロイド・ベンツェン
ロイド・ミラード・ベンツェン・ジュニア（英語: Lloyd Millard Bentsen, Jr.、1921年2月11日 - 2006年5月23日）は、アメリカ合衆国の政治家。1993年1月から1994年12月まで財務長官を務め、それ以前は連邦下院議員、連邦上院議員、上院では上下両院合同の経済問題委員会の委員長、金融委員長を歴任した。1988年アメリカ合衆国大統領選挙での民主党の副大統領候補であった。

## 略歴

### 生い立ち及び軍歴
1921年2月11日にテキサス州ミッションに誕生する。祖父母はデンマークからの移民であった。長老派教会（バプテストとして成長）である。幼少時はボーイスカウトイーグルスカウト賞を受賞している。1942年5月にテキサス大学法律学校を卒業し、同年6月から1945年2月までアメリカ陸軍航空隊で軍務に就く。ブラジルでの短期勤務後にパイロットとなって1944年11月に第449爆撃隊に所属し、B-24に搭乗してイタリア南部へ出撃している。この時に少佐に昇進し、600名の部隊を指揮した。

### 軍人としての経歴
1年と半年に渡る従軍の中でベンツェンは35の危険なミッションを遂行した。それらは困難で、基地から遠く離れており尚且つ高度に防衛された拠点をターゲットにしたものであった。その中にはドイツの戦略上重要であったルーマニアのプロエスティ油田が含まれている。第449爆撃隊が属していた第15空軍は大陸におけるドイツの陸上部隊の燃料の半分以上を賄うこの地域の石油関連施設を破壊する目的で創設されたためである。
またベンツェンの部隊はドイツ・イタリア・オーストリア・チェコスロバキア・ハンガリー王国・ルーマニア・ブルガリア王国にある通信基地・航空機製造工場・産業拠点などを爆撃した。また連合国軍のアンツィオ上陸作戦や南フランス上陸作戦を援護するために数多くの爆撃を実施した。陸軍航空隊に所属していた時期にベンツェンは全ヨーロッパで実施されたおよそ200の爆撃作戦に参加した。
ベンツェンは空軍殊勲十字章を授けられた。これは当時の陸軍航空隊（現在のアメリカ空軍）にあって、傑出した行動・功績を残したパイロットに与えられる最高の栄誉の1つである。これに加えて航空勲章を授けられている。退役を目前にして大佐に昇進した。

### 政界での経歴
戦後のベンツェンは故郷のリオ・グランデ谷地方へ戻った。1946年にはヒダルゴ郡の判事に就任した。ただしこの職務は裁判官というよりは郡政委員会の長であり、行政官に近いものであった。1948年12月から1955年1月まで連邦下院議員を3期6年務めた。1954年11月の選挙では立候補せず、ビジネス界に入る事になる。
16年間に渡ってベンツェンはヒューストンで金融業界に深く関わった。1970年まで投資信託企業であるリンカーン・コンソリデイティッドの社長を務めた。1970年に現職のラルフ・ヤーボロー上院議員に挑戦し、民主党予備選挙に立候補する。比較的保守派であると思われていたベンツェンがリベラル派で知られたヤーボローの対立候補として、民主党内の保守派・穏健派に担がれた格好となった。これに先立ち、ベンツェンは全ての経営者としてのポストを辞任する事となる。予備選挙で勝利したベンツェンは本選挙で共和党候補のジョージ・H・W・ブッシュ元下院議員と争った。ベンツェンは巧みなメディア戦略とコミュニケーション能力で相手より信頼が置け、また大人物だと有権者に思わせることに成功した。一方ブッシュはこうした戦略や技術の面で劣っていた。この結果ベンツェンは勝利を収める事ができた。
1971年1月から1993年1月まで連邦上院議員を務めた。1988年7月には民主党の副大統領候補に指名されたが、上院議員選挙にも立候補して両方での当選を目指した。これは1960年7月にリンドン・ジョンソン上院議員が、副大統領候補に指名された際に上院議員としても再選を目指した先例に倣ったものである。
上院議員としてベンツェンは中道のスタンスを取った。女性の権利を支持し、人工妊娠中絶や男女平等憲法修正条項（ERA）に賛成した。またベトナム戦争については終始これを支持した。経済政策の分野ではビジネス界の利益を擁護し、リベラル派から見れば大企業側に立った。上院金融委員会で大いに活躍し同委員会を代表する大物議員であると言えた。最終的には委員長も経験した。さらに、通商政策ではアメリカの経常赤字・貿易赤字に対して敏感であり、1980年代の議会で対日強硬派の一翼を担った。1975年から1976年にかけては1976年アメリカ合衆国大統領選挙の民主党予備選挙に向けて指名獲得のために奔走した。このキャンペーンは有力候補の1人であるヘンリー・M・ジャクソン上院議員の票田を財界・金融界において侵食した。しかし全国的な候補者としては脱落し、党大会では地元であるテキサス州の支持を得たものの、ジョージア州のジミー・カーター前州知事に敗北した。

## 1988年アメリカ合衆国大統領選挙

### 副大統領候補
1988年アメリカ合衆国大統領選挙でベンツェンは民主党の副大統領候補に指名された。大統領候補が北東部出身のリベラル派であるマサチューセッツ州のマイケル・デュカキス州知事であったために南部出身で中道派のベンツェンがバランスを取るために選ばれたのである。また、多数の選挙人を抱えるテキサス州での勝利を確実にする狙いもあった。しかしながらこの目論見は見事に外れた。多くの人々はベンツェンを副大統領候補に選んだ事がデュカキスの敗因の1つであると考えている。これはベンツェンの方がデュカキスよりも遥かに政治家としてのキャリアがあり、経験を積んでいたからである。ベンツェンの方がより大統領候補らしいという強烈な印象を与え、大統領候補であるはずのデュカキスを霞ませてしまったのである。ウェストバージニア州の選挙人の1人はデュカキスに投票するはずのところをベンツェンに投票した。

### 副大統領候補討論会
共和党の副大統領候補であるダン・クエール上院議員との副大統領候補討論会はテレビで放映され、その中の以下のやり取りは有名となった。
これは当時41歳のクエールはまだ若く、経験不足だと指摘されていた。その批判をかわすため、やはり若く経験の浅かったケネディを引き合いに出したのだが、ベンツェンはこれを見事にかわしたのだった。選挙の結果はブッシュ・クエール陣営の地滑り的勝利に終わった。他方でベンツェンは地元であるテキサス州での勝利をデュカキス陣営にもたらす事はできなかった。これはクエールの地元であるインディアナ州でジョージ・H・W・ブッシュ陣営が大差で勝利したのとは対照的であった。

## その後の経歴
1993年1月20日にベンツェンは連邦上院議員を辞職して財務長官に就任したが、ベンツェンの指名は後に民主党から非難される事になる。これは結果として民主党の議席を共和党のケイ・ハッチソン前下院議員に明け渡す事となったからである。ベンツェンは1994年12月22日に財務長官を辞任したため、その任期は結果として短命に終わったので、財務長官として際立った功績を挙げた訳では無い。しかしクリントン政権として最初の予算案を審議が難航する中で議会で成立させるのに最大限の努力を払った。日本との関係では円高誘導発言をした事で知られる。この発言はその後急激な円高・ドル安を招いた原因の1つとされる。
1998年に発作に襲われ、以後は車椅子生活を余儀無くされる。しかしその後も1999年8月には文民としての最高の栄誉である大統領自由勲章を受章し、2004年にはホワイトハウスにおけるクリントン夫妻の肖像画の除幕に参加するなど公式の場に姿を見せた。2006年5月23日にテキサス州ヒューストンの自宅にて85歳で死去した。

## ベンツェンに因んだもの
国道59号線のうち、州間高速道路35号と州間高速道路45号の間の270マイル（ラレドからヒューストン間）はロイド・ベンツェン上院議員ハイウェイと公式に命名された。甥のケン・ベンツェン・ジュニアはテキサス州25区選出の連邦下院議員を1995年1月から2003年1月まで務め、2002年には民主党の上院議員候補となった。孫のロイド・ベンツェン4世は2004年アメリカ合衆国大統領選挙でジョン・フォーブズ・ケリー上院議員のスタッフを務めた。

## 家族
1943年11月にベリル・アン・ロンジーノと結婚し、3人の子女が誕生した。

## 参照
1. ↑  “Candidates Share Similar Beliefs”. San Jose Mercury News. (1988年9月10日)
2. ↑  ロイド・ベンツェンの墓
3. ↑  ベンツェン、ロイド・ミラード・ジュニア
4. ↑  ロイド・ベンツェンについて